# Dykkehistorisk Selskab

Dykkehistorisk Selskab  er en forening der arbejder på at indsamle og oplyse om dykkehistorie, primært inden for tør-dykning og erhvervsdykning. Foreningens fokus er omkring den nyere del af historien, hvor den kan understøttes af udsagn fra nulevende personer.
Foreningen søger at udbrede kendskabet til dykkehistorie ved foredrag og udstilling samt ekskurtioner til dykkehistoriske steder. Samtidigt arbejdes internationalt for at styrke kendskabet til danmarks rolle i dykningens udvikling.
Foreningen udgiver også et medlemsblad, 'Dykkehistorisk Tidsskrift' der udkommer tre gange årligt. Her i behandles emner der vedrører dykkehistorie.

## Ekstern henvisning
Dykkehistorisk Selskab Arkiveret 31. juli 2010 hos  Wayback Machine